# The Crown
The Crown és una sèrie de televisió britànica i estatunidenca, creada i escrita per Peter Morgan i produïda per Left Bank Pictures i Sony Pictures Television per a Netflix. Morgan la va desenvolupar a partir de la seva pel·lícula de drama The Queen (2006) i especialment de la seva obra de teatre The Audience (2013). La sèrie està basada en el regnat de la reina del Regne Unit Elisabet II, i narra la seva vida des de les seves noces l'any 1947 fins als inicis del segle XXI.
La sèrie consta de cinc temporades i el rodatge té lloc a Elstree Studios a Borehamwood (Hertfordshire), amb localitzacions de filmació a tot el Regne Unit i a escala internacional. La primera temporada es va estrenar el 4 de novembre de 2016, la segona el 8 de desembre de 2017, la tercera el 17 de novembre de 2019, la quarta el 15 de novembre de 2020 i la cinquena el 9 de novembre de 2022.
The Crown ha estat elogiada per les actuacions dels personatges, la direcció, el guió, la cinematografia, la qualitat de producció i un relat històric relativament exacte a com va ser el regnat d'Isabel II, encara que també ha rebut algunes crítiques pel que fa a les desviacions de la història documentada. Va rebre elogis als Premis del Sindicat d'Actors de 2017, va guanyar el premi a la Millor actriu per Clara Foy al paper principal i el premi al Millor actor per John Lithgow com a Winston Churchill. També es va assegurar als Premis Primetime Emmy un total de 39 nominacions en les tres primeres temporades, incloent-ne tres per Millor sèrie dramàtica.
Cada dues temporades es renoven els actors per adaptar els personatges al pas del temps.
Segons els informes, el pressupost de producció estimat de The Crown fins al 2020 és de 260 milions de dòlars, la qual cosa la converteix en una de les sèries de televisió més cares de la història.

## Argument

### Primera temporada
La primera temporada se centra en el període que comprèn des del matrimoni d'Elisabet II amb Felip d'Edinburg, l'any 1947, fins a la desintegració del compromís de la germana de la reina, la princesa Margarida amb el capità Peter Townsend el 1955.

### Segona temporada
La segona temporada abraça l'etapa de la crisi de Suez el 1956, la jubilació del primer ministre Harold Macmillan l'any 1963 i el naixement del príncep Eduard el 1964.

### Tercera temporada
La tercera temporada tracta els esdeveiments que van des del 1964 fins al 1977, incloent els dos períodes de Harold Wilson com a primer ministre, i introduint a Camilla Shand.

### Quarta temporada
La quarta temporada comprèn el successos entre 1977 i 1990, com ara el mandat de Margaret Thatcher com a primera ministra i el matrimoni de Diana Spencer amb el príncep Carles III.

### Cinquena temporada
La cinquena temporada cobreix els fets que van tenir lloc poc després de l'ascens de John Major com a primer ministre, fins al nomenament de Tony Blair com a Annus Horribilis i el divorci entre el Príncep i la Princesa de Gal·les.

### Sisena temporada
La sisena temporada donarà cloenda a la sèrie i girarà al voltant dels últims anys de regnat de la reina Elisabet II.
Les dates d'estrena són:
| 6 | 10 | 4 | 16 November 2023 | 16 November 2023 |
| 6 | 10 | 6 | 14 December      | 14 December      |

## Repartiment i personatges

### Principal
- Claire Foy[3] (temporades 1–2) i Olivia Colman (temporada 3) com a reina Elisabet II del Regne Unit[4]
- Matt Smith (temporades 1–2) i Tobias Menzies (temporada 3) com a príncep Felip, duc d'Edimburg[3]
- Vanessa Kirby (temporades 1–2) i Helena Bonham Carter (temporada 3) com a princesa Margarida, comtessa de Snowdon[3]
- Eileen Atkins com a reina Maria de Teck (temporada 1)[5]
- Jeremy Northam com a Anthony Eden (temporades 1–2)[6]
- Victoria Hamilton (temporades 1–2) i Marion Bailey (temporada 3) com a Elisabet Bowes-Lyon, reina mare[3]
- Ben Miles com al capità Peter Townsend (temporada 1, ocasional a la temporada 2)[7]
- Greg Wise (temporades 1–2) i Charles Dance (temporada 3) com a Lluís Mountbatten
- Jared Harris com a rei Jordi VI del Regne Unit (temporada 1, ocasional a la temporada 2)[3]
- John Lithgow com a Winston Churchill (temporada 1, ocasional a les temporades 2–3)[3]
- Alex Jennings (temporades 1–2) i Derek Jacobi (ocasional a la temporada 3) com a Eduard VIII del Regne Unit[8]
- Lia Williams (temporades 1–2) i Geraldine Chaplin (temporada 3) com a Wallis Simpson[8]
- Anton Lesser com a Harold Macmillan (temporada 2)[9]
- Matthew Goode (temporada 2) i Ben Daniels (temporada 3) com a Antony Armstrong-Jones[10]
- Jason Watkins com a Harold Wilson (temporada 3)[11]
- Erin Doherty com a Anna, Princesa Reial (temporada 3)
- Jane Lapotaire com a Alícia de Battenberg (temporada 3)
- Josh O'Connor com a Carles de Gal·les (temporada 3)
- Michael Maloney com a Edward Heath (temporada 3)
- Emerald Fennell com a Camilla Shand (temporada 3)
- Andrew Buchan com a Andrew Parker Bowles (temporada 3)

#### Altres
Aquests actors aparèixen als crèdits de la careta en un episodi en què interpreten un paper significatiu.
- Stephen Dillane com a Graham Sutherland, artista que pinta un retrat d'un Churchill envellit (temporada 1)
- Gemma Whelan com a Patricia Campbell, secretària que treballa per Lord Altrincham i n'escriu l'editorial (temporada 2)
- John Heffernan com a Lord Altrincham, escriptor crític amb la reina (temporada 2)
- Paul Sparks com a Billy Graham, predicador estatunidenc prominenta a qui Elisabet II demana consell (temporada 2)[8]
- Michael C. Hall com a John F. Kennedy, 35è president dels Estats Units que visita la reina (temporada 2)
- Jodi Balfour com a Jacqueline Kennedy, primera dama dels Estats Units (temporada 2)
- Burghart Klaußner com a Dr. Kurt Hahn, creador de Gordonstoun, on Felip i Carles van a estudiar (temporada 2)
- Finn Elliot com a príncep Felip (estudiant) (temporada 2, convidat a la temporada 3)[8]
- Julian Baring com a príncep Carles (estudiant) (temporada 2)[8]
- Clancy Brown com a Lyndon B. Johnson, 36è president dels Estats Units (temporada 3)
- Mark Lewis Jones com a Edward Millward (temporada 3)
- Tim McMullan com a Robin Woods (temporada 3)
- Harry Treadaway com a Roddy Llewellyn (temporada 3)

## Episodis
| Temporada | Episodis | Data de llançament     |
| --------- | -------- | ---------------------- |
| 1         | 10       | 4 de novembre de 2016  |
| 2         | 10       | 8 de desembre de 2017  |
| 3         | 10       | 17 de novembre de 2019 |
| 4         | 10       | 15 de novembre de 2020 |
| 5         | 10       | 9 de novembre de 2022  |

| Temporada 1              | Temporada 2               | Temporada 3          | Temporada 4              | Temporada 5                         |
| ------------------------ | ------------------------- | -------------------- | ------------------------ | ----------------------------------- |
| 1. Wolferton Splash      | 1. Infortunio             | 1. Olding            | 1. Bastó d'or            | 1. El síndrome de la reina Victòria |
| 2. Hyde Park Corner      | 2. Una tripulació d'homes | 2. Margaritologia    | 2. La prova de Balmoral  | 2. El sistema                       |
| 3. Windsor               | 3. Lisboa                 | 3. Aberfan           | 3. Conte de fades        | 3. Mou Mou                          |
| 4. Força major           | 4. Beryl                  | 4. Bubbikins         | 4. El preferit           | 4. Annus horribilis                 |
| 5. Fum i miralls         | 5. Titelles               | 5. El cop            | 5. Fagan                 | 5. Un pas endavant                  |
| 6. Notícia bomba         | 6. Vergangenheit          | 6. Tywysog Cymru     | 6. Terra de ningú        | 6. La casa Ipátiev                  |
| 7. Scientia potentia est | 7. Matrimonium            | 7. Pols lunar        | 7. Monarquia hereditaria | 7. A terra de ningú                 |
| 8. Orgull i alegria      | 8. Estimada Sra. Kennedy  | 8. L'home en suspens | 8. 48 contra 1           | 8. Pólvora                          |
| 9. Assessins             | 9. Paterfamilias          | 9. Embolic           | 9. Estampida             | 9. Parella 31                       |
| 10. Gloriana             | 10. Home misteriós        | 10. Crit desesperat  | 10. Guerra               | 10. Retirada de servei              |

La durada dels episodis és aproximadament d'una hora.

## Premis i nominacions
| Any  | Premiació                                             | Categoria                                                                                   | Nominats) | Resultat    | Ref. |
| ---- | ----------------------------------------------------- | ------------------------------------------------------------------------------------------- | --- | ----------- | ---- |
| 2016 | Premis AFI                                            | Top 10 programes de televisió de l'any                                                      | The Crown | Guanyadora  |      |
| 2016 | Premis de la Crítica Televisiva                       | Millor sèrie de drama                                                                       | The Crown | Nominada    |      |
| 2016 | Premis de la Crítica Televisiva                       | Millor actor de repartiment en una sèrie de drama                                           | John Lithgow | Guanyador   |      |
| 2016 | Premis de la Crítica Televisiva                       | Millor intèrpret convidat en una sèrie de drama                                             | Jared Harris | Nominat     |      |
| 2016 | Premis Hollywood Music in Media                       | Millor títol d'apertura– Programa de televisió/Sèrie d'streaming digital                    | Hans Zimmer | Nominat     |      |
| 2017 | Editors de Cinema dels Estats Units                   | Millor edició per televisió no comercial en una sèrie d'una hora                            | Yan Miles (por «Assassins») | Nominat     |      |
| 2017 | Premis AFI                                            | Top 10 programes de televisió de l'any                                                      | The Crown | Guanyadora  |      |
| 2017 | Premis Art Directors Guild                            | Sèrie d'una hora monocàmera d'època o fantasia                                              | Martin Childs | Nominat     |      |
| 2017 | Premis BAFTA                                          | Millor sèrie de drama                                                                       | The Crown | Nominada    |      |
| 2017 | Premis BAFTA                                          | Millor actriu                                                                               | Claire Foy | Nominada    |      |
| 2017 | Premis BAFTA                                          | Millor actor de repartiment                                                                 | John Lithgow | Nominat     |      |
| 2017 | Premis BAFTA                                          | Millor actor de repartiment                                                                 | Jared Harris | Nomina      |      |
| 2017 | Premis BAFTA                                          | Millor actriu de repartiment                                                                | Vanessa Kirby | Nominada    |      |
| 2017 | Premis BAFTA Craft                                    | Millor disseny de vetuari                                                                   | Michele Clapton | Guanyadora  |      |
| 2017 | Premis BAFTA Craft                                    | Millor director: ficció                                                                     | Stephen Daldry | Nominat     |      |
| 2017 | Premis BAFTA Craft                                    | Millor fotografia i il·luminació: ficció                                                    | Adriano Goldman | Nominat     |      |
| 2017 | Premis BAFTA Craft                                    | Millor disseny de producció                                                                 | Martin Childs | Nominat     |      |
| 2017 | Premis BAFTA Craft                                    | Millors efectes especials, visuals i gràfics                                                | Úna Ní Dhonghaíle y Molinare | Guanyadors  |      |
| 2017 | Premis BAFTA Craft                                    | Millor títol i identitat gràfica                                                            | Patrick Clair y Raoul Marks | Nominats    |      |
| 2017 | Premis BAFTA Craft                                    | Millor escriptor: drama                                                                     | Peter Morgan | Nominat     |      |
| 2017 | Premis Broadcasting Press Guild                       | Millor streaming                                                                            | The Crown | Guanyadora  |      |
| 2017 | Premis Broadcasting Press Guild                       | Millor actor                                                                                | Matt Smith | Nominat     |      |
| 2017 | Premis Broadcasting Press Guild                       | Millor actriu                                                                               | Claire Foy | Nominada    |      |
| 2017 | Premis Broadcasting Press Guild                       | Millor escriptor                                                                            | Peter Morgan | Nominat     |      |
| 2017 | Premis Costume Designers Guild                        | Millor sèrie de televisió d'època                                                           | Michele Clapton | Guanyadora  |      |
| 2017 | Premis Dorian                                         | Televisió de drama de l'any                                                                 | The Crown | Nominada    |      |
| 2017 | Premis Dorian                                         | Actuació en televisió de l'any – Actriu                                                     | Claire Foy | Nominada    |      |
| 2017 | Premis Primetime Emmy                                 | Millor sèrie de drama                                                                       | Peter Morgan, Stephen Daldry, Andy Harries, Philip Martin, Suzanne Mackie, Matthew Byam-Shaw, Robert Fox, Tanya Seghatchian y Andrew Eaton                                                                                                   | Nominats    |      |
| 2017 | Premis Primetime Emmy                                 | Millor actriu en una sèrie de drama                                                         | Claire Foy (por «Assassins») | Nominada    |      |
| 2017 | Premis Primetime Emmy                                 | Millor actor de repartiment en una sèrie de drama                                           | John Lithgow (por «Assassins») | Guanyador   |      |
| 2017 | Premis Primetime Emmy                                 | Millor direcció en una srie de drama                                                        | Stephen Daldry (por «Hyde Park Corner») | Nominat     |      |
| 2017 | Premis Primetime Emmy                                 | Millor guió en una sèrie de drama                                                           | Peter Morgan (por «Assassins») | Nominat     |      |
| 2017 | Premis Primetime Emmy a les Arts Creatives            | Millor càsting en una sèrie de drama                                                        | Nina Gold y Robert Sterne | Nominats    |      |
| 2017 | Premis Primetime Emmy a les Arts Creatives            | Millor cinematografia en una sèrie monocàmera d'una hora                                    | Adriano Goldman (por «Smoke and Mirrors») | Nominat     |      |
| 2017 | Premis Primetime Emmy a les Arts Creatives            | Millors vestits en una sèrie de fantasa/època, minisèrie o pel·lícula                       | Michele Clapton, Alex Fordham, Emma O'Loughlin y Kate O'Farrell (por «Wolferton Splash») | Guanyadors  |      |
| 2017 | Premis Primetime Emmy a les Arts Creatives            | Millors pentinats en una sèrie monocàmera                                                   | Ivana Primorac, Amy Riley (por «Hyde Park Corner») | Nominades   |      |
| 2017 | Premis Primetime Emmy a les Arts Creatives            | Millor disseny de títol d'apertura                                                          | Patrick Clair, Raoul Marks, Javier Leon Carrillo y Jeff Han | Nominats    |      |
| 2017 | Premis Primetime Emmy a les Arts Creatives            | Millor composició musical en una sèrie                                                      | Rupert Gregson-Williams (por «Hyde Park Corner») | Nominat     |      |
| 2017 | Premis Primetime Emmy a les Arts Creatives            | Millor dissey de producció en un programa narratiu d'època d'una hora o més                 | Martin Childs, Mark Raggett y Celia Bobak (por «Smoke and Mirrors») | Guanyadors  |      |
| 2017 | Premis Primetime Emmy a les Arts Creatives            | Millors efectes visuals especials en un paper de recolzament                                | Ben Turner, Tom Debenham, Standish Millennas, Kim Phelan, Oliver Cubbage, Lionel Heath, Charlie Bennet, Stephen Smith y Carmine Agnone (por «Windsor»)                                                                                       | Nominats    |      |
| 2017 | Premis Glamour                                        | Millor actriu de televisió britànica                                                        | Vanessa Kirby | Guanyadora  |      |
| 2017 | Premis Globo d'Or                                     | Millor sèrie de televisió de drama                                                          | The Crown | Guanyadora  |      |
| 2017 | Premis Globo d'Or                                     | Millor actriu d'una sèrie de televisió de drama                                             | Claire Foy | Guanyadora  |      |
| 2017 | Premis Globo d'Or                                     | Millor actor de repartiment de sèrie, minisèrie o telefilme                                 | John Lithgow | Nominat     |      |
| 2017 | Premis Hollywood Music in Media                       | Música original - Programa de televisió/Sèrie limitada                                      | Rupert Gregson-Williams | Nominat     |      |
| 2017 | Premis Irish Film and Television                      | Millor edició                                                                               | Úna Ní Dhonghaíle | Nominada    |      |
| 2017 | Premis Location Managers Guild                        | Millors localitzacions en televisió d'època                                                 | Pat Karam y Robert Bentley | Guanyadors  |      |
| 2017 | Premios Satellite                                     | Mejor serie de televisión de drama                                                          | The Crown | Guanyadora  |      |
| 2017 | Premios Satellite                                     | Mejor actor de reparto en una serie, miniserie o telefilme                                  | Jared Harris | Nominat     |      |
| 2017 | Premios del Sindicato de Actores                      | Mejor reparto de televisión de drama                                                        | Claire Foy, Clive Francis, Harry Hadden-Paton, Victoria Hamilton, Jared Harris, Daniel Ings, Billy Jenkins, Vanessa Kirby, John Lithgow, Lizzy McInnerny, Ben Miles, Jeremy Northam, Nicholas Rowe, Matt Smith, Pip Torrens y Harriet Walter | Nominats    |      |
| 2017 | Premios del Sindicato de Actores                      | Mejor actor de televisión de drama                                                          | John Lithgow | Guanyador   |      |
| 2017 | Premios del Sindicato de Actores                      | Mejor actriz de televisión de drama                                                         | Claire Foy | Guanyadora  |      |
| 2017 | Premios TCA                                           | Mejor logro en drama                                                                        | The Crown | Nominada    |      |
| 2017 | Premios TCA                                           | Mejor programa nuevo                                                                        | The Crown | Nominada    |      |
| 2017 | Premios TCA                                           | Logro individual en drama                                                                   | Claire Foy | Nominada    |      |
| 2018 | Premios American Society of Cinematographers          | Mejores logros en la cinematografía de las series regulares para la televisión no comercial | Adriano Goldman (por «Smoke and Mirrors») | Guanyador   |      |
| 2018 | Premios Art Directors Guild                           | Serie de una hora monocámara de época o fantasía                                            | Martin Childs (por «A Company of Men», «Beryl», «Dear Mrs. Kennedy») | Nominat     |      |
| 2018 | Premios BAFTA                                         | Mejor serie de drama                                                                        | The Crown | Nominada    |      |
| 2018 | Premios BAFTA                                         | Mejor actriz                                                                                | Claire Foy | Nominada    |      |
| 2018 | Premios BAFTA                                         | Mejor actriz de reparto                                                                     | Vanessa Kirby | Guanyadora  |      |
| 2018 | Premios BAFTA Craft                                   | Mejor escritor: ficción                                                                     | Peter Morgan | Nominat     |      |
| 2018 | Premios BAFTA Craft                                   | Mejor edición: ficción                                                                      | Pia di Ciaula | Nominada    |      |
| 2018 | Premios BAFTA Craft                                   | Mejor diseño de vestuario                                                                   | Jane Petrie | Nominada    |      |
| 2018 | Premios BAFTA Craft                                   | Mejor diseño de producción                                                                  | Martin Childs y Alison Harvey | Nominats    |      |
| 2018 | Premios BAFTA Craft                                   | Mejor fotografía: ficción                                                                   | Adriano Goldman | Guanyador   |      |
| 2018 | Premios BAFTA Craft                                   | Mejores efectos especiales, visuales y gráficos                                             | Asa Shoul y Christopher Reynolds | Nominats    |      |
| 2018 | Premios BAFTA Craft                                   | Mejor sonido: ficción                                                                       | Equipo de sonido | Guanyador   |      |
| 2018 | Premios Cinema Audio Society                          | Mejores logros en la mezcla de sonido para series de televisión de una hora                 | Chris Ashworth, Lee Walpole, Stuart Hilliker, Martin Jensen, Rory de Carteret y Philip Clements (por «Misadventure») | Nominats    |      |
| 2018 | Premios Costume Designers Guild                       | Excelencia en una serie de televisión de época                                              | Jane Petrie | Guanyadora  |      |
| 2018 | Premios de la Crítica Televisiva                      | Mejor serie de drama                                                                        | The Crown | Nominada    |      |
| 2018 | Premios de la Crítica Televisiva                      | Mejor actriz en una serie de drama                                                          | Claire Foy | Nominada    |      |
| 2018 | Premios Primetime Emmy                                | Mejor serie de drama                                                                        | Peter Morgan, Stephen Daldry, Andy Harries, Philip Martin, Suzanne Mackie, Matthew Byam-Shaw, Robert Fox, Andy Stebbing y Martin Harrison | Nominats    |      |
| 2018 | Premios Primetime Emmy                                | Mejor actriz en una serie de drama                                                          | Claire Foy (por «Dear Mrs. Kennedy») | Guanyadora  |      |
| 2018 | Premios Primetime Emmy                                | Mejor actor de reparto en una serie de drama                                                | Matt Smith (por «Mystery Man») | Nominat     |      |
| 2018 | Premios Primetime Emmy                                | Mejor actriz de reparto en una serie de drama                                               | Vanessa Kirby (por «Beryl») | Nominada    |      |
| 2018 | Premios Primetime Emmy                                | Mejor dirección en una serie de drama                                                       | Stephen Daldry (por «Paterfamilias») | Guanyador   |      |
| 2018 | Premios Primetime Emmy                                | Mejor guion en una serie de drama                                                           | Peter Morgan (por «Mystery Man») | Nominat     |      |
| 2018 | Premios Primetime Emmy a las Artes Creativas          | Mejor actor invitado en una serie de drama                                                  | Matthew Goode (por «Matrimonium») | Nominat     |      |
| 2018 | Premios Primetime Emmy a las Artes Creativas          | Mejor casting en una serie de drama                                                         | Nina Gold y Robert Sterne | Guanyadors  |      |
| 2018 | Premios Primetime Emmy a las Artes Creativas          | Mejor cinematografía en una serie monocámara de una hora                                    | Adriano Goldman (por «Beryl») | Guanyador   |      |
| 2018 | Premios Primetime Emmy a las Artes Creativas          | Mejores peinados en una serie monocámara                                                    | Ivana Primorac (por «Dear Mrs. Kennedy») | Nominada    |      |
| 2018 | Premios Primetime Emmy a las Artes Creativas          | Mejores trajes de época                                                                     | Jane Petrie, Emily Newby, Basia Kuznar y Gaby Spanswick (por «Dear Mrs. Kennedy») | Guanyadores |      |
| 2018 | Premios Primetime Emmy a las Artes Creativas          | Mejor diseño de producción en un programa narrativo de época de una hora o más              | Martin Childs, Mark Raggett y Alison Harvey (por «Beryl») | Nominats    |      |
| 2018 | Premios Primetime Emmy a las Artes Creativas          | Mejores efectos visuales especiales en un papel de apoyo                                    | Ben Turner, Standish Millennas, Alison Griffiths, Matthew Bristowe, Iacopo Di Luigi, Garrett Honn, Charlie Bennett, Jenny Gauci y Carmine Agnone (por «Misadventure»)                                                                        | Nominats    |      |
| 2018 | Premios Globo de Oro                                  | Mejor serie de televisión de drama                                                          | The Crown | Nominada    |      |
| 2018 | Premios Globo de Oro                                  | Mejor actriz de una serie de televisión de drama                                            | Claire Foy | Nominada    |      |
| 2018 | Premios Location Managers Guild                       | Mejores localizaciones en televisión de época                                               | Pat Karam y Robert Bentley | Nominats    |      |
| 2018 | Premios Producers Guild of America                    | Premio Norman Felton al mejor productor de televisión episódica, drama                      | The Crown | Nominada    |      |
| 2018 | Premios del Sindicato de Actores                      | Mejor reparto de televisión de drama                                                        | Claire Foy, Victoria Hamilton, Vanessa Kirby, Anton Lesser y Matt Smith | Nominats    |      |
| 2018 | Premios del Sindicato de Actores                      | Mejor actriz de televisión de drama                                                         | Claire Foy | Guanyadora  |      |
| 2019 | Premios Satellite                                     | Mejor serie de televisión de drama                                                          | The Crown | Nominada    |      |
| 2019 | Premios Satellite                                     | Mejor actor en un drama                                                                     | Tobias Menzies | Guanyador   |      |
| 2019 | Premios Satellite                                     | Mejor actriz en un drama                                                                    | Olivia Colman | Nominada    |      |
| 2020 | Premios Art Directors Guild                           | Serie de una hora monocámara de época o fantasía                                            | Martin Childs (por «Aberfan») | Nominat     |      |
| 2020 | Premios BAFTA                                         | Mejor serie de drama                                                                        | The Crown | Nominada    |      |
| 2020 | Premios BAFTA                                         | Mejor actor de reparto                                                                      | Josh O'Connor | Guanyador   |      |
| 2020 | Premios BAFTA                                         | Mejor actriz de reparto                                                                     | Helena Bonham Carter | Nominada    |      |
| 2020 | Premios BAFTA Craft                                   | Mejor diseño de producción                                                                  | Martin Childs y Alison Harvey | Nominats    |      |
| 2020 | Premios BAFTA Craft                                   | Mejor fotografía: ficción                                                                   | Adriano Goldman | Nominat     |      |
| 2020 | Premios BAFTA Craft                                   | Mejores efectos especiales, visuales y gráficos                                             | Ben Turner, Chris Reynolds y Asa Should | Nominats    |      |
| 2020 | Premios BAFTA Craft                                   | Mejor sonido: ficción                                                                       | Equipo de sonido | Nominat     |      |
| 2020 | Premios Costume Designers Guild                       | Excelencia en televisión de época                                                           | Amy Roberts (por «Cri De Coeur») | Nominada    |      |
| 2020 | Premios de la Crítica Televisiva                      | Mejor serie de drama                                                                        | The Crown | Nominada    |      |
| 2020 | Premios de la Crítica Televisiva                      | Mejor actor en una serie de drama                                                           | Tobias Menzies | Nominat     |      |
| 2020 | Premios de la Crítica Televisiva                      | Mejor actriz en una serie de drama                                                          | Olivia Colman | Nominada    |      |
| 2020 | Premios de la Crítica Televisiva                      | Mejor actriz de reparto en una serie de drama                                               | Helena Bonham Carter | Nominada    |      |
| 2020 | Premios Primetime Emmy                                | Mejor serie de drama                                                                        | Peter Morgan, Suzanne Mackie, Stephen Daldry, Andy Harries, Benjamin Caron, Matthew Byam Shaw, Robert Fox, Michael Casey, Andy Stebbing, Martin Harrison y Oona O. Beirn                                                                     | Nominats    |      |
| 2020 | Premios Primetime Emmy                                | Mejor actriz en una serie de drama                                                          | Olivia Colman (por «Cri de Coeur») | Nominada    |      |
| 2020 | Premios Primetime Emmy                                | Mejor actriz de reparto en una serie de drama                                               | Helena Bonham Carter (por «Cri de Coeur») | Nominada    |      |
| 2020 | Premios Primetime Emmy                                | Mejor guion en una serie de drama                                                           | Peter Morgan (por «Aberfan») | Nominat     |      |
| 2020 | Premios Primetime Emmy                                | Mejor dirección en una serie de drama                                                       | Benjamin Caron (por «Aberfan») | Nominat     |      |
| 2020 | Premios Primetime Emmy                                | Mejor dirección en una serie de drama                                                       | Jessica Hobbs (por «Cri de Coeur») | Nominada    |      |
| 2020 | Premios Primetime Emmy a las Artes Creativas          | Mejor casting en una serie de drama                                                         | Nina Gold y Robert Sterne | Nominats    |      |
| 2020 | Premios Primetime Emmy a las Artes Creativas          | Mejor cinematografía en una serie monocámara de una hora                                    | Adriano Goldman (por «Aberfan») | Nominat     |      |
| 2020 | Premios Primetime Emmy a las Artes Creativas          | Mejores trajes de época                                                                     | Amy Roberts, Sidonie Roberts y Sarah Moore (por «Cri de Coeur») | Guanyadores |      |
| 2020 | Premios Primetime Emmy a las Artes Creativas          | Mejores peinados en una serie monocámara de época                                           | Cate Hall, Louise Coles, Sarah Nuth, Suzanne David, Emilie Yong y Catriona Johnstone (por «Cri de Coeur») | Nominades   |      |
| 2020 | Premios Primetime Emmy a las Artes Creativas          | Mejor composición musical para una serie (partitura original)                               | Martin Phipps (por «Aberfan») | Nominat     |      |
| 2020 | Premios Primetime Emmy a las Artes Creativas          | Mejor diseño de producción en un programa narrativo de época o fantasía de una hora o más   | Martin Childs, Mark Raggett y Alison Harvey (por «Aberfan») | Guanyadors  |      |
| 2020 | Premios Primetime Emmy a las Artes Creativas          | Mejor edición de sonido para una serie de comedia o drama de una hora                       | Lee Walpole, Andy Kennedy, Saoirse Christopherson, Juraj Mravec, Tom Williams, Steve Little, Tom Stewart, Anna Wright y Catherine Thomas (por «Aberfan»)                                                                                     | Nominats    |      |
| 2020 | Premios Globo de Oro                                  | Mejor serie de televisión de drama                                                          | The Crown | Nominada    |      |
| 2020 | Premios Globo de Oro                                  | Mejor actor en una serie de televisión de drama                                             | Tobias Menzies | Nominat     |      |
| 2020 | Premios Globo de Oro                                  | Mejor actriz en una serie de televisión de drama                                            | Olivia Colman | Guanyadora  |      |
| 2020 | Premios Globo de Oro                                  | Mejor actriz de reparto en una serie, miniserie o telefilme                                 | Helena Bonham Carter | Nominada    |      |
| 2020 | Premios Location Managers Guild                       | Mejor actriz de reparto de serie, miniserie o telefilme                                     | Pat Karam, Pedro «Tate» Aråez | Nominats    |      |
| 2020 | Premios Producers Guild of America                    | Premio Norman Felton al mejor productor de televisión episódica, drama                      | The Crown | Nominada    |      |
| 2020 | Premios del Sindicato de Actores                      | Mejor reparto de televisión de drama                                                        | Marion Bailey, Helena Bonham Carter, Olivia Colman, Charles Dance, Ben Daniels, Erin Doherty, Charles Edwards, Tobias Menzies, Josh O'Connor, Sam Phillips, David Rintouly Jason Watkins                                                     | Guanyadors  |      |
| 2020 | Premios del Sindicato de Actores                      | Mejor actriz de televisión de drama                                                         | Helena Bonham Carter | Nominada    |      |
| 2020 | Premios del Sindicato de Actores                      | Mejor actriz de televisión de drama                                                         | Olivia Colman | Nominada    |      |
| 2020 | Premios TCA                                           | Mejor logro en drama                                                                        | The Crown | Nominada    |      |
| 2020 | Premios Visual Effects Society                        | Mejores efectos visuales de apoyo en un episodio fotorrealista                              | Ben Turner, Reece Ewing, David Fleet y Jonathan Wood (por «Aberfan») | Nominats    |      |
| 2020 | Premios del Sindicato de Escritores de Estados Unidos | Mejor serie de drama                                                                        | James Graham, David Hancock y Peter Morgan | Nominats    |      |
| 2020 | Premios del Sindicato de Escritores de Estados Unidos | Mejor drama episódico                                                                       | Peter Morgan (por «Moondust») | Nominat     |      |
| 2021 | Premios de la Crítica Cinematográfica                 | Mejor serie de drama                                                                        | The Crown | Guanyadora  |      |
| 2021 | Premios de la Crítica Cinematográfica                 | Mejor actor en una serie de drama                                                           | Josh O'Connor | Guanyador   |      |
| 2021 | Premios de la Crítica Cinematográfica                 | Mejor actriz en una serie de drama                                                          | Olivia Colman | Nominada    |      |
| 2021 | Premios de la Crítica Cinematográfica                 | Mejor actriz en una serie de drama                                                          | Emma Corrin | Guanyadora  |      |
| 2021 | Premios de la Crítica Cinematográfica                 | Mejor actor de reparto en una serie de drama                                                | Tobias Menzies | Nominat     |      |
| 2021 | Premios de la Crítica Cinematográfica                 | Mejor actriz de reparto en una serie de drama                                               | Gillian Anderson | Guanyadora  |      |
| 2021 | Premis Globo d'Or                                     | Mejor serie - Drama                                                                         | The Crown | Guanyadora  |      |
| 2021 | Premis Globo d'Or                                     | Mejor actriz de serie de televisión - Drama                                                 | Olivia Colman | Nominada    |      |
| 2021 | Premis Globo d'Or                                     | Mejor actriz de serie de televisión - Drama                                                 | Emma Corrin | Guanyadora  |      |
| 2021 | Premis Globo d'Or                                     | Mejor actor en una serie de televisión de drama                                             | Josh O'Connor | Guanyador   |      |
| 2021 | Premis Globo d'Or                                     | Mejor actriz de reparto en una serie, miniserie o telefilme                                 | Helena Bonham Carter | Nominada    |      |
| 2021 | Premis Globo d'Or                                     | Mejor actriz de reparto en una serie, miniserie o telefilme                                 | Gillian Anderson | Guanyadora  |      |
| 2021 | Premios del Sindicato de Actores                      | Mejor reparto de televisión de drama                                                        | The Crown T4 «Reparto» | Guanyadora  |      |
| 2021 | Premios del Sindicato de Actores                      | Mejor actriz de televisión de drama                                                         | Olivia Colman | Nominada    |      |
| 2021 | Premios del Sindicato de Actores                      | Mejor actriz de televisión de drama                                                         | Emma Corrin | Nominada    |      |
| 2021 | Premios del Sindicato de Actores                      | Mejor actriz de televisión de drama                                                         | Gillian Anderson | Guanyadora  |      |
| 2021 | Premis del Sindicat d'Escriptors dels Estats Units    | Mejor serie de drama                                                                        | Jonathan Wilson y Peter Morgan | Guanyadors  |      |
| 2021 | Premis Primetime Emmy                                 | Mejor serie de drama                                                                        | Peter Morgan, Suzanne Mackie, Stephen Daldry, Andy Harries, Benjamin Caron, Matthew Byam Shaw, Robert Fox, Michael Casey, Andy Stebbing, Martin Harrison y Oona O. Beirn                                                                     | Guanyador   |      |
| 2021 | Premis Primetime Emmy                                 | Mejor actriz en una serie de drama                                                          | Olivia Colman | Guanyadora  |      |
| 2021 | Premis Primetime Emmy                                 | Mejor actriz en una serie de drama                                                          | Emma Corrin (por «Fairytale») | Nominada    |      |
| 2021 | Premis Primetime Emmy                                 | Mejor actor en una serie de drama                                                           | Josh O'Connor (por «Terra Nullius») | Guanyador   |      |
| 2021 | Premis Primetime Emmy                                 | Mejor actriz de reparto en una serie de drama                                               | Helena Bonham Carter (por «The Hereditary Principle») | Nominada    |      |
| 2021 | Premis Primetime Emmy                                 | Mejor actriz de reparto en una serie de drama                                               | Gillian Anderson (por «Favourites») | Guanyadora  |      |
| 2021 | Premis Primetime Emmy                                 | Mejor actriz de reparto en una serie de drama                                               | Emerald Fennell (por «Fairytale») | Nominada    |      |
| 2021 | Premis Primetime Emmy                                 | Mejor actor de reparto en una serie de drama                                                | Tobias Menzies | Guanyador   |      |
| 2021 | Premis Primetime Emmy                                 | Mejor guion en una serie de drama                                                           | Peter Morgan (por «War») | Guanyador   |      |
| 2021 | Premis Primetime Emmy                                 | Mejor dirección en una serie de drama                                                       | Benjamin Caron (por «Fairytale») | Nominat     |      |
| 2021 | Premis Primetime Emmy                                 | Mejor dirección en una serie de drama                                                       | Jessica Hobbs (por «War») | Guanyadora  |      |
| 2021 | Premis TCA                                            | Mejor logro para un drama                                                                   | The Crown | Guanyadora  |      |